# Escuela Ranger

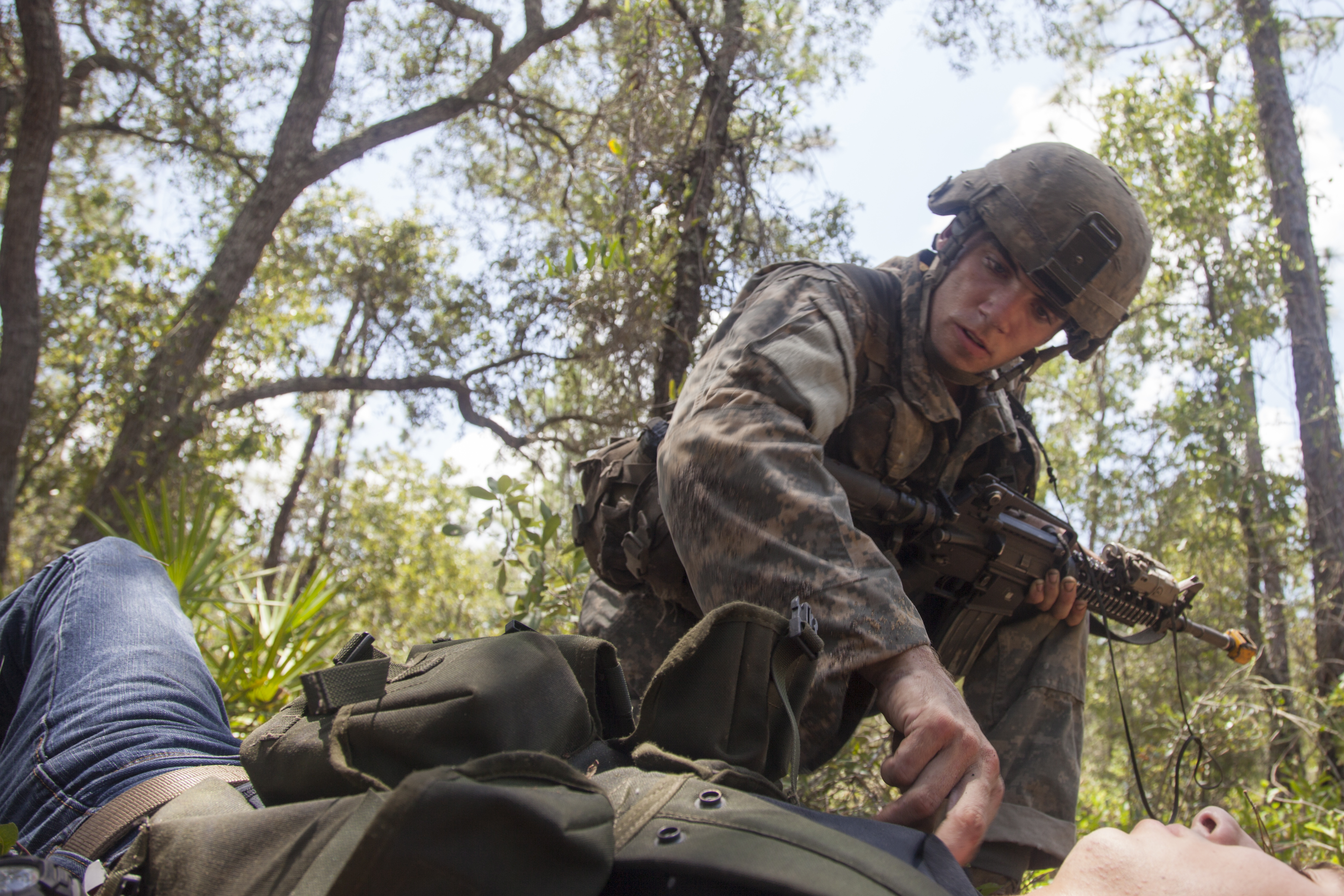
Un estudiante de la Escuela Ranger del Ejército estadounidense, asignado a una unidad de fuerzas aerotransportadas durante un entrenamiento. El soldado de la imagen hace un registro corporal a un compañero que asume el rol de un prisionero de guerra enemigo durante un entrenamiento que simula un tiroteo en una patrulla, en Camp Rudder, en la Base de la Fuerza Aérea Eglin, en Florida, el 8 de julio de 2016. La tercera fase del entrenamiento de la escuela Ranger tiene lugar en Florida y es la última fase que los estudiantes deben completar para conseguir la insignia Ranger. (Fotografía realizada por el Sargento Austin Berner del Ejército estadounidense).

La Escuela Ranger es una academia militar del Ejército de los Estados Unidos. Los estudiantes completan un curso intensivo de formación de 61 días para aprender conceptos de mando en un teatro de operaciones, al frente de una pequeña unidad militar táctica, tras lo cual se convierten en Rangers.

## Introducción
La escuela está ubicada en Fort Moore, Georgia, Estados Unidos de Norteamérica. La escuela Ranger es un curso de liderazgo y tácticas para unidades pequeñas del Ejército de los Estados Unidos, de 61 días de duración que desarrolla las habilidades funcionales directamente relacionadas con las unidades cuya misión es enfrentarse al enemigo en combate cuerpo a cuerpo y batallas de fuego directo.

## Entrenamiento
El entrenamiento de los Rangers estadounidenses fue establecido en septiembre de 1950 en Fort Benning, Georgia (ahora llamado Fort Moore). El curso Ranger ha cambiado poco desde sus inicios. Hasta hace poco era un curso de ocho semanas dividido en tres fases. El curso tiene ahora una duración de 61 días y se divide en tres fases de la siguiente manera: Una primera fase de instrucción militar en Fort Moore, una segunda fase en las montañas de Georgia y una tercera fase en los pantanos de Florida. Los soldados que se gradúan en la escuela Ranger reciben la insignia Ranger.

## Regimiento Ranger
La escuela no está afiliada organizativamente con el 75.º Regimiento Ranger. La escuela Ranger está bajo el control del comando de doctrina y entrenamiento del Ejército de los Estados Unidos, y es una escuela abierta a la mayoría de los miembros del Ejército de los Estados Unidos. El 75.º Regimiento Ranger es una unidad de combate de operaciones especiales organizada bajo el Mando de Operaciones Especiales del Ejército de los Estados Unidos (USASOC). La escuela Ranger y el regimiento Ranger comparten un patrimonio cultural común. Asistir a la escuela Ranger es un requisito para todos los oficiales y suboficiales del 75.º Regimiento Ranger.